# Winnetou i Old Firehand
Winnetou i Old Firehand (niem. Winnetou und sein Freund Old Firehand, serb.-chorw. Kralj petroleja) – zachodnioniemiecko-jugosłowiański film przygodowy z 1966 roku, będący częścią cyklu filmów o przygodach Apacza Winnetou i jego przyjaciół, zainspirowanego cyklem powieści Karla Maya.

## Obsada
- Pierre Brice – Winnetou
- Thomas Danneberg – Winnetou (głos)
- Rod Cameron – Old Firehand
- Gerhard Geisler – Old Firehand (głos)
- Marie Versini – Nscho-tschi
- Evelyn Gressmann – Nscho-tschi (głos)
- Todd Armstrong – Tom
- Harald Leipnitz – Silers
- Viktor de Kowa – Robert Ravenhurst
- Nadia Gray – Michèle Mercier
- Renate Küster – Michèle Mercier (głos)
- Walter Wilz – Billy-Bob Silers
- Jörg Marquardt – Jace Mercier
- Ralf Schermuly – Jace Mercier (głos)
- Rik Battaglia – Kapitan Mendozza
- Rainer Brandt – Kapitan Mendozza (głos)
- Vladimir Medar – Caleb
- Mihail Baloh – „Capitano“ Quilvera
- Heinz Petruo – „Capitano“ Quilvera (głos)
- Dušan Antonijević – Leon Mercier
- Ilija Ivezić – Moses
- Boris Dvornik – pater
- Aleksandar Gavrić – Derks
- Heinz Giese – Derks (głos)
- Emil Kutijaro – Puglia
- Milan Bosiljcić – Vince
- Aleksandar Stojković – Niemiec Joe
- Marija Crnobori – Niemka Joanna
- Tana Mascarelli – Squaw
- Aleksandar Belarić – Hernando
- Adela Podjed – Julia
- Dado Habazin – Callaghan
- Nikola Geć – Wirz
- Emil Mikujan – Merz
- Stjepan Spoljavić – Wallace
- Ivo Kristof – Kaylurr
- Vlado Simać – Ben
- Frank Ursić – Lem
- Jovan Vuković, Zvonko Dobrin – wartownicy
- Šimun Jagarineć – Desperado